# Hedysarum pallidum
Hedysarum pallidum är en ärtväxtart som beskrevs av René Louiche Desfontaines. Hedysarum pallidum ingår i släktet buskväpplingar, och familjen ärtväxter. Inga underarter finns listade i Catalogue of Life.